# Новопідкрязька сільська рада
| Новопідкрязька сільська рада — колишній орган місцевого самоврядування у Царичанському районі Дніпропетровської області з адміністративним центром у c. Новопідкряж. Новопідкрязька сільська рада розташована в південно-східній частині Царичанського району Дніпропетровської області, за 25 км від районного центру. Сільська рада межує з Царичанською селищною радою, Прядівською, Могилівською, Зорянською сільськими радами Царичанського району, та Іванівською сільською радою Петриківського району. |

## Населені пункти
Сільській раді підпорядковані населені пункти:
- c. Новопідкряж
- с. Супина

## Склад ради
Рада складається з 16 депутатів та голови.

## Керівний склад сільської ради
| ПІБ                       | Основні відомості                                                         | Дата обрання | Дата звільнення |
| ------------------------- | ------------------------------------------------------------------------- | ------------ | --------------- |
| Явтушенко Іван Михайлович | Сільський голова, 1969 року народження, освіта, безпартійний              | 26.03.2006   | 31.10.2010      |
| Явтушенко Іван Михайлович | Сільський голова, 1969 року народження, освіта вища, член Партії регіонів | 31.10.2010   |                 |

Примітка: таблиця складена за даними джерела

## Соціальна сфера
на території сільради знаходяться такі об'єкти соціальної сфери:
- Новопідкрязька загальноосвітня школа I–III ступенів;
- Новопідкрязький фельдшерсько-акушерський пункт;
- Новопідкрязький сільський будинок культури;